# 石川秀美
石川秀美（1966年7月13日—），日本愛知縣瀨戶市人，是80年代流行樂壇人氣女偶像。
自1982年出道後發行過30張單曲及13張專輯，其中有13張單曲及3張專輯進入過日本公信榜周排行前十名。曾受邀參加1985年的跨年節目紅白歌合戰。
石川秀美於1981年參加了第二屆西城秀樹弟妹招募集獲得冠軍而踏入歌壇。首屆冠軍為河合奈保子。1982年4月21日推出首張單曲妖精時代。與同期出道的松本伊代，堀智榮美，早見優，小泉今日子，三田寬子，中森明菜，新井薰子等被冠為花之82年組。以燦爛的笑容及健康的型像很快被受落，發表的單曲自1983年開始順利打入公信榜十大。期間也參與電視劇的演出。1984-1985年為石川秀美演藝生涯高峰，改走熱女郎後推出的作品都很受歡迎。1985年人氣高漲的她首次受邀參加紅白歌合戰，其中《Abudai Body Beat》被新秀出身的溫兆倫和周慧敏改編成《午夜行動》和《被動者》。
1990年與同期出道已轉行成為男演員的知名偶像團體苦柿隊成員藥丸裕英結婚後退出演藝圈，當時已有8個月的身孕。婚後改冠夫姓藥丸。現兩人育有3男2女。